# Forte dos Coelhos (Vila de São Sebastião)

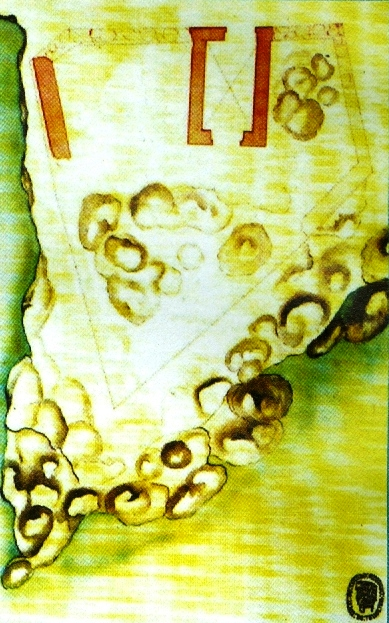
Forte dos Coelhos (Francisco Xavier Machado, 1772, ANTT).

O Forte dos Coelhos localizava-se na ponta dos Coelhos, na freguesia do Porto Judeu, concelho de Angra do Heroísmo, na costa sul da ilha Terceira, nos Açores.
Em posição dominante sobre este trecho do litoral, constituiu-se em uma fortificação destinada à defesa deste ancoradouro contra os ataques de piratas e corsários, outrora frequentes nesta região do oceano Atlântico.

## História
Foi uma das fortificações erguidas na Terceira no contexto da crise de sucessão de 1580 pelo então corregedor dos Açores, Ciprião de Figueiredo e Vasconcelos, conforme o plano de defesa da ilha elaborado por Tommaso Benedetto em 1567, após o ataque do corsário francês Pierre Bertrand de Montluc ao Funchal (outubro de 1566), intentado e repelido em Angra no mesmo ano (1566):
"Não havia naquele tempo [Crise de sucessão de 1580] em toda a costa da ilha Terceira alguma fortaleza, excepto aquela de S. Sebastião, posto que em todas as cortinas do sul se tivessem feito alguns redutos e estâncias, nos lugares mais susceptíveis de desembarque inimigo, conforme a indicação e plano do engenheiro Tomás Benedito, que nesta diligência andou desde o ano de 1567, depois que, no antecedente de 1566, os franceses, comandados pelo terrível pirata Caldeira, barbaramente haviam saqueado a ilha da Madeira, e intentado fazer o mesmo nesta ilha, donde parece que foram repelidos à força das nossas armas." 
A seu respeito, DRUMMOND registou: "(...) fez-se um baluarte na Ponta dos Coelhos; (...)". E em nota, complementa: "Assim chamado dos filhos de João Coelho, um dos companheiros de [Jácome de] Bruges, que ali fez assento, aos quais pertenceu este sítio."
No contexto da Guerra da Sucessão Espanhola (1702-1714) encontra-se referido como "O Forte na Ponta dos Coelhos." na relação "Fortificações nos Açores existentes em 1710".
Com a instalação da Capitania Geral dos Açores, o seu estado foi assim reportado em 1767:
"4º - Forte dos Coelhos. Acha-se todo demolido e neste sitio estão cinco peças de ferro boas com os seus reparos capazes, postas sobre uns calhaus, precisa ser retificado e para se guarnecer precisa cinco artilheiros e vinte auxiliares."
Encontra-se referido como "Forte dos Coelhos" no relatório "Revista dos fortes e redutos da ilha Terceira", de Francisco Xavier Machado (1772).
Encontra-se referido como "3. Forte dos Coelhos" no relatório "Revista aos fortes que defendem a costa da ilha Terceira", do Ajudante de Ordens Manoel Correa Branco (1776), que lhe relata a ruína:
"Achase inteiram.e razo, pelo mar o destruir, necessitaçe fazerçe de novo, e mais bem cittuado. Este Forte defende a duas bahias, hua p.ª cada lado."
A "Relação" do marechal de campo Barão de Bastos em 1862 informa que dele "Apenas existem vestígios".
Atualmente subsistem apenas vestígios de sua estrutura.

## Características
De acordo com a iconografia de 1772, este forte, de tipo abaluartado, de pequenas dimensões, apresentava planta no formato de um pentágono irregular, encontrando-se, à época, em adiantado estado de degradação, o que é confirmado pelo Relatório de 1776.